# Ellen Poidatz
Ellen Delpech-Poidatz (née Marguerite Ellen Poidatz le 8 février 1885 à Paris 9e et morte le 2 septembre 1949 à Saint-Fargeau-Ponthierry, Seine-et-Marne) est fondatrice en 1919 du premier centre de rééducation européen pour enfants paralysés : La Colonie de Saint-Fargeau. L'établissement situé non loin de Corbeil est rebaptisé Fondation Ellen Poidatz.

## Biographie
Ellen Poidatz est la fille de Marguerite Francoeur, arrière-petite-fille de Louis-Benjamin Francœur et d'Henry Poidatz. Elle a épousé Lucien Delpech. Elle est la soeur de Germaine Mornand.

### Handicap
Ellen a 8 ans quand elle contracte la poliomyélite ,. En 1893, « Les médecins, même les plus grands ne comprirent pas son cas. On lui fait prendre des douches, on la mit dans une maison de santé pour nerveux ; son estomac se prit, alors elle ne put plus rien garder et l’ordonnance fut de la battre après chaque vomissement ». Heureusement pour elle, ses parents apprirent qu’un jeune chirurgien bavarois de notoriété mondiale opérait avec succès les polios[Quoi ?], à Wurtzbourg: le docteur Albert Hoffa,. Transférée en Bavière, la petite infirme y découvre une nouvelle méthodologie de soins, basée sur la rééducation et un lien fort entre soignants et patients .
C’est à l’Allemagne qu’elle doit d’avoir retrouvé l’usage de ses membres . Un an après sa paralysie, Ellen y fut prise en charge et, pendant plus d’un an en deux séjours, elle y subit entre 16 et 17 interventions chirurgicales. Elle n'a pu se guérir qu'à partir du moment où elle a été traitée par son médecin le docteur Champtassin d’après la méthode si simple et si rationnelle qu’est la rééducation musculaire poursuivie pendant des années,,,. Nul mieux qu'elle ne pratiqua le : « Faire face ». Avec une énergie et un courage extraordinaire elle décida de surmonter son handicap et de vivre un jour comme tout le monde.

### Initiative
Dès qu’elle eut retrouvé la liberté de ses membres et la force d’agir, il lui sembla qu’elle ne pouvait avoir dans la vie qu’une vocation, celle de faire profiter les paralysés indigents de son expérience et de sa fortune[Interprétation personnelle ?]. Très jeune, Ellen s'occupa d'une petite paralysée de Meudon, raconte sa sœur, ce fut sa première malade à laquelle elle porta toujours une profonde amitié!  À 21 ans, elle adhère à vie au Comité central de l'Association des dames françaises pour les secours aux blessés militaires - Croix-Rouge française . Pendant la Première Guerre mondiale, dans le Journal des mutilés, réformés et blessés de guerre : « Des remerciements sont votés à Mlle Poidatz, membre bienfaitrice de notre association, qui a mis une limousine à notre disposition. » Le mouvement dont elle était membre, les Dames de France ayant, avec le docteur Mouflier, ouvert un hôpital militaire temporaire dans l'école des garçons de Villers-Cotterêts où les Poidatz avaient un domicile, Ellen, devenue infirmière s’y engagea volontaire, elle y fut infirmière-chef avec mission de direction administrative .
Elle poursuivit son action dans l’Aube à La Chapelle-Saint-Luc, nouvelle base arrière du secours aux mutilés de guerre, au centre chirurgical et de rééducation fonctionnelle créé par le Dr Bailleul . Elle coopéra aux services mécanothérapie, hydrothérapie, électrothérapie, aux salles de gymnastique. Outre le chirurgien, Ellen y rencontra une infirmière atteinte de coxalgie, « mais bien plus vive que n’importe qui », Melle[pas clair] Élise Garnier . À eux trois, forts de ces années au train d'enfer, ils fonderont la Colonie de Saint Fargeau.  
Créer — en toute amitié, dans la foi en la capacité du malade, du corps et de la science —, un asile pour les enfants frappés de la même maladie qu'elle où ils puissent être soignés, éduqués et pourvus des moyens de gagner leur vie, devint pour Ellen Poidatz l’enjeu de sa trentaine .

### Un manque à combler
Le traitement de la paralysie infantile quel qu’il soit est long, doit se poursuivre durant toute la durée de la croissance de l’enfant et par suite, il exige du temps des dépenses que certaines familles, le plus grand nombre, ne peuvent pas assumer. Du côté des déshérités de la fortune, la paralysie infantile crée un déchet social auquel jusqu’ici on n’a pas assez porté attention . L’Assistance publique ne possède actuellement aucune autre possibilité pour la rééducation d’enfants paralysés ; je souhaite, dit Gaston Pinot au nom de la 5e Commission, que l’Assistance publique développe davantage encore les envois d’enfants dans les œuvres privées en attendant que l’administration puisse accueillir dans des établissements de province tous les petits parisiens . Il est vrai que le traitement des paralysies, qui exige la collaboration étroite du médecin, de l'électrothérapeute, du chirurgien, de l'orthopédiste, du masseur, ne pouvait être réalisé que dans des centres spécialement organisés, que les paralysés soient traités avec tous les perfectionnements dont dispose la science actuelle  . Il existe une seule œuvre en France, œuvre privée qui constitue un centre de traitement et d’instruction pour les victimes de la paralysie infantile. C’est l’œuvre de Mlle Poidatz à Saint-Fargeau. Elle y dispose d’un personnel spécialisé : le traitement y est appliqué. Soins chirurgicaux et orthopédiques.

## L'établissement
À la fin de la guerre, son père étant décédé en 1905, sa mère en 1916, Ellen acheta avec l’argent de sa dot et sa part d’héritage, une importante maison au milieu d’un grand parc dans une campagne très aérée et particulièrement saine, à 50 km de Paris au village de Saint-Fargeau. Avec l'aide du docteur Champtassin, elle l'a aménagée pour 1° traiter les enfants atteints de paralysie à la suite de maladies infectieuses ou de tares héréditaires. 2° faciliter leurs conditions d'existence, leur donner une utilité sociale. Elle consacra aussitôt le rez-de-chaussée pour le traitement et la salle de classe. L’aventure commença le 7 avril 1919 et c’est le 3 mai 1919 que la première fillette y est arrivée ; en août ils étaient neuf enfants accueillis et douze, fin de la première année.
En un an, septembre 1919 septembre 1920, un jeune a redressé ses jambes torses et marche maintenant comme un ancien, relate le docteur Helme. Quand elle est entrée, en juin 2019, cette petite fille qui habitait dans le quartier du Marais un 7e étage, restée un an prisonnière dans sa mansarde (de mère femme de ménage et père homme de peine trop fatigués en rentrant le soir pour descendre l’enfant devenue lourde, jusqu’à la rue), n’était qu’un paquet de hardes humaines ; et chétive et triste. Enfin [mai 1923] la voilà qui commence à se débrouiller. De nombreux enfants, demi-impotents à l'arrivée, sont rentrés chez eux marchant très facilement sans appareil et sans canne. D'autres, complètement impotents depuis des années, marchent avec une ou deux cannes .
Les demandes d’admission affluèrent de partout. Ellen Poidatz créa l’automne 1919 l’Association « Colonie de Saint-Fargeau ». En janvier 1920, [Élise Garnier], l'infirmière-major du personnel que Mademoiselle avait elle-même formée, prenait la direction du traitement et de l'éducation des enfants malades, - quelques-uns hélas ! - incurables- confiés à elles par l'Union des femmes de France. D’autres sont adressés par les services sociaux des hôpitaux. 
La poliomyélite attaque la moelle des enfants et adolescents et les paralyse en tout ou partie. Tout le mal vient donc de la destruction des cornes antérieures de la moelle par l’infection. Rien à faire par la médecine. Or, il est possible avec de années de soins assidus et de persévérante surveillance dans certaines conditions d’obtenir des guérisons vraiment merveilleuses. Cette méthode est appliquée avec succès dans la colonie de Saint-Fargeau. Mlle Poidatz savait par elle-même que les conséquences de ces affections pouvaient être supprimées ou considérablement atténuées au cours de la période de croissance. Elle s’est donc attaquée aux immenses problèmes que pose la rééducation physique des handicapés ,,. 
L’imposante demeure s'est agrandie de deux bâtiments en bois à double paroi, maçonnées à l’extérieur et ripolinées à l’intérieur. En fait, récupération de baraquements des armées, installés immédiatement en deux dortoirs de quinze lits. Une salle d’électrothérapie (diathermie et ultraviolets). L'un des pavillons est relié au réfectoire commun par le solarium exposé au midi, pour les cures d’hiver. Elle aimait la convivialité et la musique. Magnifique établissement organisé à la manière d’un internat familial ; dans une autre pièce, le gramophone, le piano. Des allées en sol bitumé facilitant les promenades et certains jeux pour ceux qui, ne pouvant rester debout, sont placés dans des appareils leur permettant de se déplacer. « L'entrain et la gaieté, alliés à une forte volonté, le cœur plein d'amour pour ces enfants paralysés, Ellen mérita bien le nom qu'une de ses petites malades lui donna spontanément, celui de Maman Ellen. L’étendue du potager permet de récolter assez de légumes et de fruits pour fournir, avec la basse-cour, une grande partie des aliments nécessaires à la colonie. Quant à l'aménagement en matière thérapeutique, il réclamait tous les soins nécessaires au traitement jusqu’alors réputé incurable (appareils de mécanothérapie, d’orthopédie les plus modernes, radiographies, moulages et prothèse... S'ajoutent, le personnel d’infirmières diplômées, le personnel subalternes éprouvé pour la surveillance quotidienne, le personnel pour la lingerie, la cuisine, etc.). Une installation complète  que ne saurait pourvoir longtemps une fortune particulière. 

### Hospitalisés et instruits
Mais traiter trente enfants atteints de cette maladie est si long : le temps de leur croissance que, pour cette femme de grand cœur, il fallait en même temps les instruire et même les mettre en état de gagner très suffisamment leur vie. Ceci, afin qu’au lieu d’être à la charge de leurs parents ou au budget de l’Assistance publique, ils produiront, ils accompliront une tâche rémunératrice et ne se verront plus relégués avec pitié ou dédain au ban de la société.   
Œuvre unique donc et pionnière quant à l’enseignement scolaire donné dans cet établissement par une institutrice de l’État attachée à l’établissement qui les prépare aux examens, car il arrive presque toujours que les enfants atteints de paralysie sont généralement fort intelligents ; beaucoup de ces jeunes pensionnaires n'ayant pas fréquenté l'école en raison de leur infirmité arrivent à Saint-Fargeau sans savoir lire, bien qu'étant âgés de plus de dix ans ; ils y comblent rapidement le retard. Instruction aussi développée que possible visant à leur faciliter l’accès aux emplois sédentaires de comptables, dactylos, etc. Les résultats scolaires des enfants s’avèrent excellents : trois enfants ont obtenu leur certificat d’études à la dernière session et l’une d’elles a été reçue Première du canton Sud-Melun. À l’époque, le village ne disposant pas d’école, les enfants du village de Saint-Fargeau venaient étudier avec les petits pensionnaires, créant ainsi une mixité médicale bien avant l’heure. Ceci jusqu’en 1938, année de la création de l’école primaire communale.
Afin de récupérer aussi rapidement que possible, moralement et physiquement, ces enfants qui auraient été condamnés à vivre aux dépens de leurs parents ou de la société s’ils n’avaient été soignés et instruits, la colonie modèle avait ouvert  avec l’aide d’un éditeur de musique, des ateliers d’apprentissage : simili-gravure, retouche photographique,. En 1942, de nouvelles formations professionnelles sont proposées aux pensionnaires : cours de stoppage  et de sténo.
Ce sont des années et des années de remise en route, mais qui permettront à l’enfant, devenu adulte, de n’être au moins à la charge de personne pour la vie quotidienne et peut-être de travailler. Ici la force du nombre et le mélange de tous ces petites âmes tendues vers le même but créent une atmosphère de confiance inexprimable. Tous ces enfants sont d'ailleurs disciplinés, gentils ; dès que leur état le leur permet, ils s'emploient aux menues besognes, car tous connaissent l’entraide. Enfin, quand une malade est guérie, au bout de quatre ans en général elle trouve place aussitôt à la colonie comme infirmière, comme institutrice, ou autre. Tel est le cas de Jacqueline Hebrard, ancienne malade, devenue institutrice d’État, prenait une part active à la Colonie. Dans le jardin, des enfants sortent du réfectoire, se promènent. La bonne humeur règne. Dortoirs gais, salle d’école, parc : Ellen a voulu la gentillesse du décor comme celle du personnel.
Car cette, [leur] grande dame, vive, volontaire, sait aussi trouver des gestes de mère pour adoucir la vie de ses petits, pour leur insuffler son énergie, leur communiquer son élan joyeux vers la vie. Le personnel est laïque mais les pensionnaires, acceptés sans distinction de religion, peuvent suivre les exercices de culte si leurs parents en expriment le désir.

### Reconnaissance d'utilité publique
À la suite de la révolution que représente l'aide d’Ellen Poidatz aux enfants en situation de handicap et les résultats déjà obtenus, la fondation dite « Colonie de St-Fargeau » est reconnue dès 1922 comme établissement d'utilité publique,.

### Travail orthopédique
La colonie Saint-Fargeau n’est pas seulement une œuvre sociale, c’est aussi une expérience scientifique. Tous ses premiers pensionnaires étaient polyomélitiques, maladie considérée des plus graves par les hôpitaux. Tout était à inventer. Jean Courbeyre, un ancien malade de la maison en dit : Toute la technique de Mme Delpech était basée sur le bon sens. Un bon sens intelligent. Elle vous regardait marcher et faisait appeler Marius, l’homme qui réparait les appareils et puis, avec lui on faisait des essais, on rehaussait ceci, on agrandissait cela et quelquefois avec tâtonnement dans la recherche de l’appareillage ou de l’équilibre, on arrivait à des succès extraordinaires. Par la rééducation musculaire, par exemple il est possible d’obtenir de véritables « résurrections ». Elle a imaginé et fabriqué de nouveaux appareils de rééducation fonctionnelle. Il fallut à Mlle Poidatz se rendre compte que seule elle ne viendrait jamais à bout de sa tâche mais des médecins spécialisés et chirurgiens de Paris étaient là, qui dès le premier jour lui apportèrent bénévolement le renfort de leur science et de leur agissante charité. Le docteur Jules-Charles Jacob qui remplaça le docteur Champtassin, se fit l’apôtre de l’œuvre nouvelle et présida aux destinées de l’Association, à partir du décès d’Ellen jusqu’en 1965.
La directrice avait remarqué que parfois, lorsque l’os a retrouvé son aplomb, les muscles revenaient à la vie parce que, moins tiraillés, ils se nourrissaient mieux. Tout le travail de diagnostic étant déblayé, le traitement commence. Il est bien évident que tout travail de rééducation doit être précédé par des interventions chirurgicales et qu'un traitement de plusieurs années est alors indispensable. Ce concours de chirurgiens comprenait le docteur Moncany, chirurgien en chef de l'hôpital de Corbeil, proche de Saint-Fargeau ; et le professeur agrégé, Marcel Boppe, qui, - assurant en même temps son service de l’Hôpital Saint-Louis, deux fois par semaine et autant à l'hôpital de Villeneuve-Saint-Georges, - se rendait à l’œuvre d’Ellen Poidatz autant de fois qu’il était nécessaire et pour retrouver les 35 pupilles dont la plupart étaient ses opérés. Rendre vivable une existence qui ne l’est pas, était l’idéal du grand docteur Boppe . Il n’opérerait pas un des petits pensionnaires sans avoir d’abord recueilli les avis de « Maman Ellen ». C’est par la mobilisation active, par le travail progressif et raisonné des muscles que nous obtenons la réduction des atrophies et la régénération fonctionnelle. 
Ellen Poidatz avait foi dans le progrès et l’innovation thérapeutique. Avec l’équipe de chirurgiens, médecins et soignants qui l’entouraient, elle a mené des protocoles de soins inédits. Les médecins lui demandaient conseil. Elle eut d’abord l’agréable surprise de constater, avec eux, qu’un groupe musculaire en apparence perdu se réveillait en quelque point à l’appel du mouvement, constata aussi que par le bon air, l’alimentation, les soins, l’amélioration était plus rapide que prévu. Dès l’entrée, les muscles sont-ils infectieux, s’ils sont sains on apprécie le degré d’impotence, et on interroge la musculature, réaction à l’électricité. Quels sont les muscles dégénérés, raccourcis ou contracturés. Puis à l’aide des rayons x on étudie la carte des os. La nuit, l’enfant peut reprendre sans le vouloir des positions incorrectes ; des appareils d’orthopédie comme avait Ellen chaque soir en se couchant, adaptés à chaque cas. Les béquilles, mauvais instruments, étaient remplacées à Saint-Fargeau par un petit chariot (la champtassinette) - car inventé par le docteur Champtassin - soutenant les bras mais obligeant l’enfant à faire marcher alternativement dans un cadre ses jambes vacillantes. N’est-ce pas en partie grâce à ses appareils auprès desquels les autres mécaniques prônées en Allemagne ne sont rien, que les enfants arrivent à désankyloser leurs pauvres membres gourds et à leur rendre vie. Pour la seule année 1924, quatre enfants qui ne pouvaient plus marcher depuis 7, 5, 4 et 2 ans ont été remis debout. 
Mlle Poidatz mit au point elle-même des appareils permettant de rendre plus efficaces et plus faciles les séances de rééducation motrice, rééduquant les muscles atrophiés, redressant progressivement les déformations, invitant à la marche des jambes sans force. Les orthopédistes allemands se faisaient grand honneur de cette tâche à laquelle ils s’attachaient, mais leur ardeur s’atténuait singulièrement à ce sujet depuis la mise en pratique des théories hitlériennes sur la primauté des corps (sic). Substituer tant bien que mal un muscle encore vivant à deux muscles éteints, mobiliser la partie plus utile, toujours en redressant, en regreffant, en consolidant. Les mouvements actifs commencent par le trottoir roulant pour ceux qui marchent qu’avec des béquilles ou des cannes (les membres paralysés se meuvent sans avoir à supporter le poids du tronc ingénieusement suspendu). Puis vient le travail de l’escalier « fabriqué à la maison » si utile et presque amusant grâce à une curieuse machinerie commandée par l’électricité puis peu à peu la champtassinette. Le programme : 2 heures d’exercice par jour et deux heures de classe. Le tout demande en général un an minimum . « Au fond, avouons-le, nous ignorons ce qui se passe au juste dans les centres nerveux, quand, grâce à une rééducation poursuivie méthodiquement en commençant par les mouvements analytiques pour aboutir à des mouvements synthétiques, on voit un muscle en apparence mort se transformer progressivement en un muscle vivant et agissant… Résurrection de la fibre musculaire ». Dr J. Roubinovitch,. Il est apparu à tous les spécialistes de la question que le traitement des paralysies, …ne pouvait être réalisé que dans des centres spécialement organisés. En 1934, Ellen Poidatz soignait à peu près exclusivement les séquelles de poliomyélite. les résultats obtenus étonnent les praticiens eux-mêmes. Le docteur F. Helme dans ses études sur la rééducation physiothérapique a pu constater que 90% des sujets sortaient de la colonie de Saint Fargeau complètement guéris.

### Monsieur Delpech
Ellen Poidatz a été rejointe dans son énorme entreprise par le sociologue Lucien Delpech pour administrer la colonie. Son aide fut précieuse, il releva la situation financière de la fondation et en a été le directeur jusqu’à sa mort. Ellen et lui s’étaient mariés dans l’intimité à Paris VIe le 14 octobre 1925, elle avait 44 ans et lui 63 ans. Lucien Delpech, de son nom de plume Luciani-Delpech a été rédacteur en chef du périodique mensuel de Jean Finot, La Nouvelle France, revue des problèmes d’après-guerre. Également gérant et rédacteur en chef du Bulletin de l’Alarme fondé par le même Jean Finot et portant sur la Première Guerre Mondiale sous-titré : Société française d’action contre l’alcoolisme,,,,,.

### Financement
Sans entrer dans le détail du fonctionnement de l’œuvre on peut se rendre compte des frais élevés par une installation, un aménagement que réclamaient tous les soins nécessaires au traitement d'une maladie jusqu’alors réputée incurable ; ce que ne saurait pourvoir longtemps une fortune particulière. Parmi les enfants hospitalisés, certains le sont gratuitement, pour d’autres une indemnité est versée mensuellement mais le maximum du prix de journée en dortoir fixé à 10 francs, depuis avril 1925, ne représente même pas la moitié de la dépense occasionnée par le traitement, puisque la journée revient à 21 francs. Malgré les recettes apportées par la pension des enfants de famille aisée, le budget ne s’équilibre que par les dons que Mlle Poidatz fait annuellement à l’œuvre en plus de la rente de 15000 francs qu’elle lui a assurée ,,.« … les ressources dont je dispose, conclut en 1923 Melle Poidatz, m'interdisent d'en prendre plus de vingt, et encore ne puis-je avoir ces 20 enfants que grâce à la cotisation mensuelle de 50 francs qui est versée par beaucoup de parents »,.
Dès 1920, la fondatrice organise Salle de l’Étoile à Paris, 7 rue Chateaubriand, la première vente de charité (elles seront annuelles) pour pouvoir étendre son rayon d'action au profit de la Colonie, expliquant « dans une causerie très applaudie, les buts de l’œuvre destinée au « Traitement et l’Éducation d’enfants paralysés ». Les projections de photos et de films montrant les résultats obtenus depuis un an, prouvent que ces enfants ne sont pas incurables et méritent qu’on s’en occupe. Mlle Poidatz termine sa causerie par un appel aux générosités, afin de pouvoir hospitaliser plus d’enfants. »,,,,. Elle organise un concert en 1927 à l’église de la Madeleine, comprenant les meilleurs artistes et musiciens de Paris, au bénéfice de la Colonie. Une conférence TSF, sur les buts et résultats de l’œuvre, est diffusée dans le studio de Radiola par Henry Bordeaux de l’Académie Française. « Conférence par Mlle Ellen Poidatz, présidente fondatrice et M. le docteur Jules Charles Jacob, médecin principal de l’établissement Le Traitement des paralysies à la Colonie Saint-Fargeau… à 20 h.30 le 29 septembre 1927 ».
Le manque d’argent pour maintenir son œuvre a été le souci majeur de la fondatrice ; situation financière de la Colonie toujours fragile devenue critique après le krach de Wall Street en 1929 (vie plus chère et dons arrêtés) et pendant la guerre de 40 où, ayant vendu tout ce qui lui restait de biens personnels, il lui fallut acheter l’alimentation au marché noir pour ses enfants.

## Les dernières années de la fondatrice
Au décès, à 76 ans de M. Delpech en 1938, le docteur Jacob accepta de le remplacer en tant qu’administrateur mais à la déclaration de guerre, il a été mobilisé avec les soignants de la colonie. Il consacrait ses permissions aux opérations chirurgicales nécessaires de la Colonie. La Seine-et-Marne étant trop exposée, Ellen loua un domicile dans l’Yonne où elle emmena ses enfants en un convoi de voitures. De retour en 1943, elle put ajouter aux activités de la colonie le scoutisme grâce à un frère dominicain du monastère du Saulchoir à Étiolles, près d’Évry.
En 1944, vingt-cinq ans après sa fondation, Saint-Fargeau avait augmenté sa capacité de 34 à 44 lits pour accueillir des enfants paralysés des zones évacuées. En plus de ses perpétuels tracas vinrent s’ajouter des problèmes de santé pour la fondatrice qui, dorénavant, dirige la colonie de sa chambre. Le 10 mai 1948, le brevet d'invention (mécanothérapie) 554718 a été déposé par la Fondation Ellen Poidatz à la Chambre de Commerce. En 1949, la création d’un poste d’enseignante du second degré a été enfin consenti à la Fondation, par l’Éducation nationale, suppléant au poste d’institutrice primaire créé en 1928. Le nombre de lits atteignait 76 lits.
L'année 1949, l’administration fiscale stipula un redressement de 10 millions de francs, déniant à la colonie son caractère d'œuvre sociale. Ce fut le dernier combat de Mme E. Poidatz qui, sans se départir de son entrain, mobilisa amis politiques, journalistes et nombreuses relations mondaines pour riposter contre l’attaque. Cette même année, le Dr Boppe trouva la mort le 8 août dans un accident de voiture. Moins d’un mois après, Madame Ellen Delpech-Poidatz décéda à son tour d’une embolie pulmonaire (2 septembre 1949.).  L'indispensable docteur Boppe fut remplacé en tant qu’administrateur par un homme d’une trempe également exceptionnelle, l’universitaire André Trannoy qui, paralysé lui-même avait fondé en 1933 l’APF Association des Paralysés de France ,. « Pour l’époque Trannoy, l’expression qui m’est venue est développement et rigueur. Il faut dire que ce grand homme a eu fort à faire pour redresser les comptes de l’œuvre et en assurer la pérennité. La succession était délicate. Nous lui devons beaucoup » écrit en 2012 le docteur Michel Guillaumat ,.
Quelques mois plus tôt, au terme d’une évolution spirituelle lente et secrète, Ellen avait écrit sur ses carnets intimes « il n’y a pas de charité sans sacrifice ».

## Postérité
Cinquante ans ont passé, une grande maison claire subventionnée par les pouvoirs publics, gérée d’une façon magistrale a succédé à la Fondation. Jean Courbeyre.
Le 18 septembre 1969, en présence de Mlle Marie-Madeleine Dienesch, secrétaire d’État, l’Association des Paralysés de France, a célébré le cinquantenaire de la fondation du premier centre de rééducation européen pour enfants paralysés. Ce centre de Saint-Fargeau Seine-et-Marne, devenu l’un des plus importants et des plus modernes de France : «  Ellen Poidatz qui avait un grand sens de l’humour, doit sourire malicieusement en voyant aujourd’hui les mêmes services publics rendre hommage à son invention. Mais nous sommes fiers en même temps de montrer que, avec le concours de l’État nous pouvons continuer à développer la maison » confia André Trannoy à Marc Cluzeau . La Fondation obtint son agrément de Centre de Rééducation Fonctionnelle par le Ministre de la Santé publique en 1955. Ce sont la vision et les valeurs d’Ellen Poidatz qui servent désormais de socle aux actions de sa Fondation.
« 2020 a été une année charnière pour la Fondation à la suite de la fusion-absorption par la Fondation Poidatz de l'Association Anne-Marie Javouhey. De ce fait la Fondation Poidatz réunit maintenant une trentaine d'établissements en Île-de-France et accompagne plus de 2000 enfants et 300 adultes porteurs de handicap physique et cognitif. C'est maintenant une structure qui emploie plus de 1000 professionnels pour accomplir sa mission. » Benoit Poidatz, co-administrateur de la Fondation Ellen Poidatz.

## Prix
- À l’Exposition nationale de la maternité et de l’Enfance en 1921, la Colonie de Saint-Fargeau s'est vu décerner le Grand Prix[75],[76].
- Lauréate des Prix de vertu en 1925, de l’Académie Française[77],[78].

## Citations
« Soigner un enfant paralysé : quel rôle ingrat et difficile ! Une femme de cœur et de grand talent Mademoiselle Ellen Poidatz …, s’est préoccupée du sort de ces enfants pour leur faire profiter de son expérience chèrement acquise. ».
« Mme Delpech-Poidatz leur consacra son existence tout entière et, chaque année, elle rend à la santé des infirmes, dont la science, souvent, avait désespéré ».
« Une œuvre française « exemple admirable de ce que peuvent le dévouement, le courage intelligent, la bonté, la science mis au service d'une idée de charité » ».
Un ancien malade, Jean Courbeyre écrit : « Il ne fait pas de doute que les techniques modernes doivent beaucoup au génie d’Ellen Delpech-Poidatz. ».
« Saint-Fargeau, certainement par la personnalité de Maman Ellen, l’impulsion qu’elle lui a donnée, a été en somme une école de volonté, une école de vie, une école de vouloir faire comme les autres et malgré toutes les difficultés qu’on pouvait rencontrer. L’exemple d’Ellen Poidatz qui reste dans la mémoire de tous les anciens est la plus belle marque de dynamisme qu’on puisse garder … ».
« On baigne là dans l'admirable. la bienfaitrice de Saint-Fargeau ouvre sa bourse et prodigue son intelligence, Marcel Boppe sa science. ».
« Tous ces échappées de la paralysie deviendront des êtres utiles, quelle victoire ! Ellen passe sa vie au milieu d'eux. Se donner elle-même quelle grande leçon. ».
« Je revoyais les enfants à table avec leur chère directrice au milieu d'eux, et soudain voici qu'un vers de Corneille surgissait du fond de ma vieille mémoire. Oui, à cette noble femme aussi s'applique l'éloge du poète (les pauvres bien mieux qu’elle, ont senti sa richesse) …Ils l’ont sentie parce qu’elle leur a apporté plus que sa fortune : son intelligence et son cœur. » Dr Helme.